# Rubén Darío Hernández
Rubén Darío Hernández (Bogotà, 19 febbraio 1965) è un allenatore di calcio ed ex calciatore colombiano, di ruolo attaccante.

## Carriera

### Club
Calciatore dalla carriera errante, ha giocato per varie squadre in Colombia, con una sola esperienza all'estero: nel 1996 firmò per i N.Y./N.J. MetroStars, squadra della statunitense Major League Soccer, ma giocò solo 10 partite senza mai segnare, e alla fine il club lo lasciò tornare in patria, dove si ritirò nel 2000.
Ha segnato 180 reti nel Fútbol Profesional Colombiano.

### Nazionale
Giocando a livello internazionale con la Colombia, ha segnato una rete in 17 presenze, partecipando a Italia 1990. Ha debuttato il 3 febbraio 1989 contro il Perù.

## Palmarès

### Competizioni internazionali
- Coppa Interamericana: 1

Atlético Nacional: 1989

### Individuale
- Capocannoniere del campionato colombiano di calcio: 1

1994 (32 gol)